# Pio Leonardo Navarra
Pio Leonardo Navarra (Segni, 22 de septiembre de 1877 - Terracina, 29 de enero de 1954) fue un eclesiástico católico italiano, fraile franciscano, obispo de Gubbio y de Terracina.

## Biografía
Pio Leonardo Navarra nació en Segni, en la provincia de Roma (Italia), el 22 de septiembre de 1877. Ingresó a la Orden de los Hermanos Menores Conventuales, donde hizo su profesión religiosa y fue ordenado sacerdote el 29 de marzo de 1900. Fue enviado como misionero a Turquía, donde permaneció hasta 1920. 

### Episcopado
El papa Benedicto XV le nombró obispo para la diócesis de Gubbio el 16 de diciembre de 1920. Fue consagrado obispo el 20 de febrero de 1921, de manos de Angelo Maria Dolci, nuncio apostólico en Bélgica. Durante su episcopado gubbiano Navarra se encargó de la reforma del clero, la construcción de nuevas iglesias y, ante la falta de sacerdotes, alentó el establecimiento de nuevas congregaciones religiosas en su diócesis, entre esto los salesianos, los franciascanos observantes y pidió la ayuda del clero diocesano veneciano.
El papa Pío XI le trasladó a la sede de Terracina el 29 de enero de 1932. Cargo que ocupó hasta su renuncia, aceptada por el papa Pío XII, el 2 de febrero de 1951, quedando como obispo emérito y arzobispo titular de la arquidiócesis de Beroë. Navarra fue apreciado por su preocupación por la formación cultural de su clero, por el equilibrio en sus acciones y por su piedad. Luchó contra la politización del clero.